# بيريندوبريل
بيريندوبريل هو إحدى مثبطات الإنزيم المحول للأنجيوتنسين والتي تقوم بتثبيط الإنزيم ACE وتستخدم في حالات قصور القلب وفرط ضغط الدم واحتشاء عضل القلب واعتلال الكلى السكري.

## المستحضرات
- في الولايات المتحدة يتوفر بجرعات 2 و 4 و 8 ملغ تحت اسم (كفرسيل Coversyl). وقد يكون متوفراً مع 1,25 ملغ من الإندابامايد تحت اسم (كفرسيل زائد Coversyl Plus).
- في أستراليا يتوفر بجرعات 2,5 و 5 و 10. وقد يكون متوفراً أيضاً مع إندابامايد وبجرعات مختلفة.

## طريقة عمل الدواء
بيريندوبريل يثبط الإنزيم ACE، وهو الانزيم الذي يحفز تشكيل أنجيوتنسين 2 من أنجيوتنسين 1، أنجيوتنسين 2 مضيق قوي للأوعية ويسبب ارتفاع في ضغط الدم من خلال مجموعة متنوعة من الآليات.
زيادة إفراز من الصوديوم في البول، وزيادة تركيز البوتاسيوم في الدم ستكون نتيجة لانخفاض إنتاج الأنجيوتنسين وانخفاض تركيزات الألدوستيرون في البلازما.

## الاستخدامات
يستخدم بيريندوبريل لعلاج فرط ضغط الدم وكعلاج مساعد في قصور القلب. ويمكن استخدامه لعلاج ارتفاع ضغط الدم وحده أو بالاشتراك مع مدرات البول الثيازيدية، ومع مدرات البول والديجوكسين لقصور في القلب. وتستخدم كذلك في حالات اعتلال الكلى السكري.

## موانع الاستخدام
- الحمل
- الإرضاع
- قصور الكلى
- التحسس للدواء
- المرضى الذين لديهم تاريخ وذمة وعائية بسبب استخدام سابق لمثبط الإنزيم المحول للأنجيوتنسين.

## الأعراض الجانبية
الآثار الجانبية لبيريندوبريل تشمل الدوار، والسعال الجاف والقيء واضطرابات المعدة ووذمة وعائية وإعياء.

## وصلات خارجية
- Official homepage نسخة محفوظة 4 يناير 2014 على موقع واي باك مشين.